# Goryphus albomaculatus
Goryphus albomaculatus är en stekelart som först beskrevs av Cameron 1902.  Goryphus albomaculatus ingår i släktet Goryphus och familjen brokparasitsteklar. Inga underarter finns listade i Catalogue of Life.